# Le Temple (Loir-et-Cher)
Le Temple ist eine Gemeinde mit 173 Einwohnern (Stand: 1. Januar 2022) im französischen Département Loir-et-Cher in der Region Centre-Val de Loire. Sie gehört zum Kanton Le Perche (bis 2015: Kanton Mondoubleau) und zum Arrondissement Vendôme. 

## Geographie
Le Temple liegt etwa 50 Kilometer nordwestlich von Blois und etwa 58 Kilometer nordnordöstlich von Tours.
Die Gemeinde grenzt an Cormenon im Norden und Nordwesten, an Choue im Norden, an Saint-Marc-du-Cor im Nordosten, an Beauchêne im Osten, an Danzé im Südosten, Épuisay im Süden sowie an Sargé-sur-Braye im Westen.

## Bevölkerungsentwicklung
| Jahr                       | 1962 | 1968 | 1975 | 1982 | 1990 | 1999 | 2006 | 2017 |
| -------------------------- | ---- | ---- | ---- | ---- | ---- | ---- | ---- | ---- |
| Einwohner                  | 266  | 224  | 180  | 156  | 150  | 179  | 176  | 187  |
| Quellen: Cassini und INSEE |      |      |      |      |      |      |      |      |

## Sehenswürdigkeiten
- Kirche La Nativité-de-la-Bienheureuse-Vierge-Marie

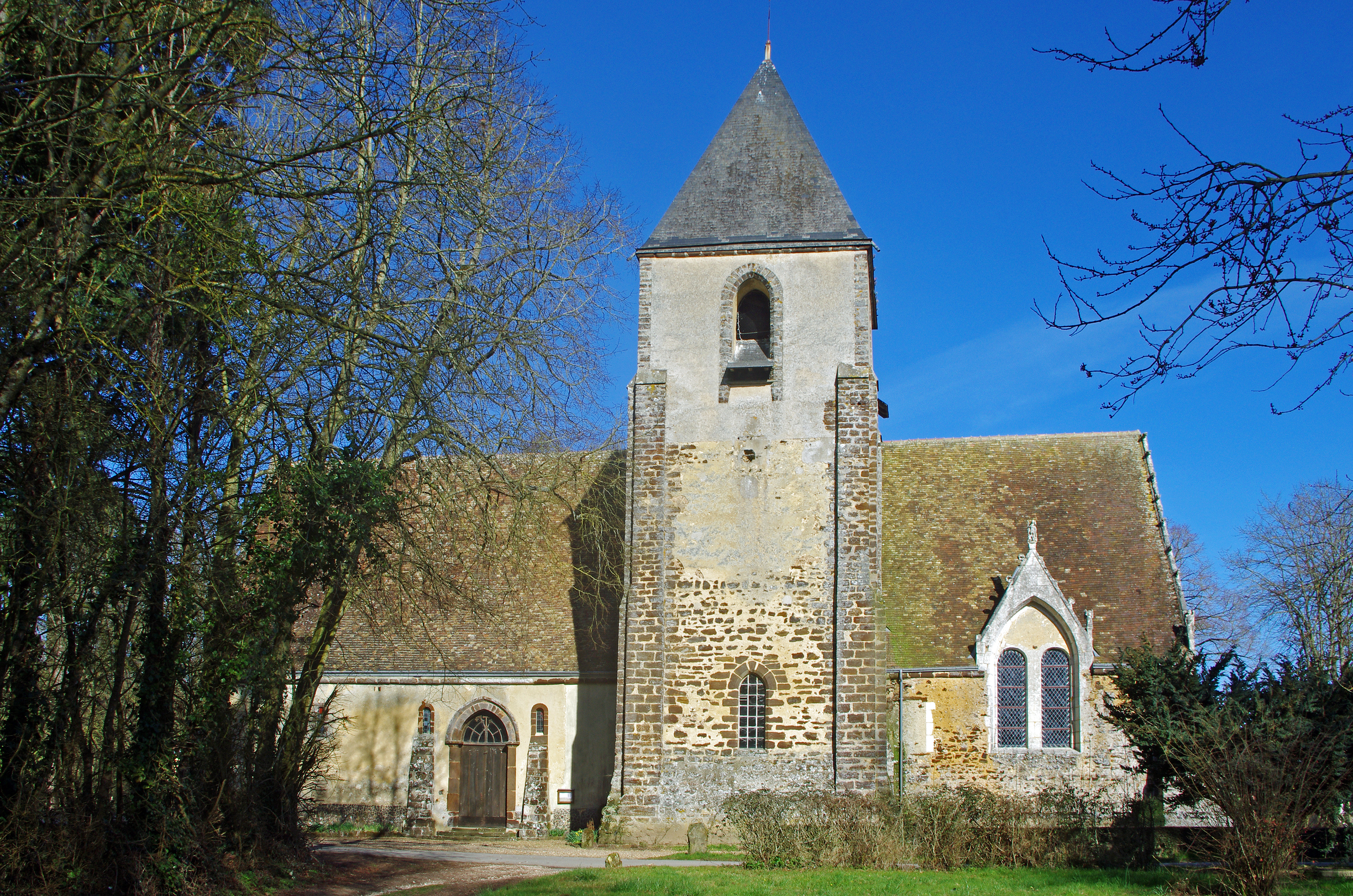
Kirche La Nativité-de-la-Bienheureuse-Vierge-Marie

- Schloss La Fredonnière